# Ernst Falk
Ernst Johan Ludvig Falk, född 21 december 1888 i Kävlinge församling och död 27 januari 1961 i Bromsten i Spånga församling, var en svensk fackföreningsman.
Året efter att han föddes flyttade familjen till Landskrona där han växte upp. Under perioden 1906–1917 arbetade han inom olika byggarbeten, främst som mureriarbetare, varpå han 1917 blev ombudsman för Grov- och fabriksarbetarförbundets avdelning i Landskrona. Från 1919 arbetade han som ombudsman inom Grov- och fabriksarbetarförbundet på nationell nivå och 1924 flyttade han till Stockholm. Han valdes till förbundsordförande för Grov- och fabriksarbetarförbundet 1934. Inom Landsorganisationen var han från 1930 ledamot av representantskapet, LO:s högsta beslutande organ mellan kongresserna, och från 1936 ledamot av landssekretariatet, LO:s styrelse. Han utsågs även till ledamot av Statens arbetslöshetskommission 1933 samt valdes in i styrelsen för Folket i Bild 1939.
Under sin tid som förbundsordförande ledde han en delegation från förbundet som reste runt i Sovjet maj 1939 och han ingick även i den svenska LO-delegation som deltog vid de sovjetiska fackföreningarnas 16:e kongress som inleddes 19 april 1949 i Moskva. Han var också med i den LO-studiegrupp som 1 april 1950 reste till USA och bl.a. träffade vicepresident Barkley och Eleanor Roosevelt. Han ledde det årsmöte för LO:s representantskap som 23 april 1947 valde Axel Strand till LO-ordförande.